# Piedras Gordas
Piedras Gordas ist ein Corregimiento des Bezirks La Pintada in der Provinz Coclé in Panama. Bei der Volkszählung im Jahr 2023 hatte es 4713 Einwohner. Das Corregimiento erstreckt sich über eine Fläche von 135,0 km².

## Bevölkerung
Die folgende Tabelle zeigt die Bevölkerung des Corregimientos Piedras Gordas, wie es in den Volkszählungen 2000, 2010 und 2023 erfasst wurde.
| Jahr         | 2000 | 2010 | 2023 |
| ------------ | ---- | ---- | ---- |
| Einwohner    | 3638 | 4164 | 4713 |
| davon Männer | 1970 | 2238 | 2501 |
| davon Frauen | 1668 | 1926 | 2212 |

## Orte
Im Corregimiento Piedras Gordas befinden sich folgende Orte:
- Agua Fría
- Alto de Narices
- Alto del Jobo
- Batatal
- Bermejo
- Buenaventura
- Cedro Hueco
- Cerro Corral
- Cerro del Medio
- Cerro Hacha o El Hacha
- Corotú
- Corozal
- El Baco
- El Bateal
- El Bongo
- El Calabazo
- El Guabo
- El Higo o El Higuito
- El Jobo
- El Mamey
- El Mesano
- El Palomo
- El Perú
- El Rayado
- El Rodeo
- El Tejal
- Jesús María
- Jorones
- Juan Julio
- Jujucal
- La Chavela
- La Cidra
- La Picadura
- Las delicias
- Las Lajas
- Los Limones
- Machuca
- Ocusito
- Pacora
- Piedras Gordas
- Platanal
- San Lucas
- Sardina
- Sardina Arriba
- Zancudo